# Usechimorpha
Usechimorpha is een geslacht van kevers uit de familie somberkevers (Zopheridae).

## Soorten
Deze lijst is mogelijk niet compleet.
| - U. barberi - U. montanus |